# روبن هيرمان
روبن هيرمان (بالإنجليزية: Robin Herman)‏ هي صحفية أمريكية، ولدت في 1951.